# Гольдиева райская птица
Гольдиева райская птица (лат. Paradisaea decora) — вид воробьинообразных птиц из семейства райских птиц (Paradisaeidae). Она обитает в лесах (на высоте 300—700 м над уровнем моря) на островах Норманби и Фергуссон в архипелаге Д’Антркасто. Птица длиной — 33 см. Рацион гольдиевой райской птицы состоит, главным образом, из фруктов. У самки оперение головы и шеи жёлтое, горла — тёмно-коричневое, крыльев — коричневое, груди и огузка — бурое; хвост коричневый; роговица жёлтая. У самца оперение горла и зоба зелёное, головы, шеи и местами крыльев — жёлтое, груди — серое; клюв и ноги серые; хвост красный; роговица глаз жёлтая.